# عصر تاریکی دیجیتال

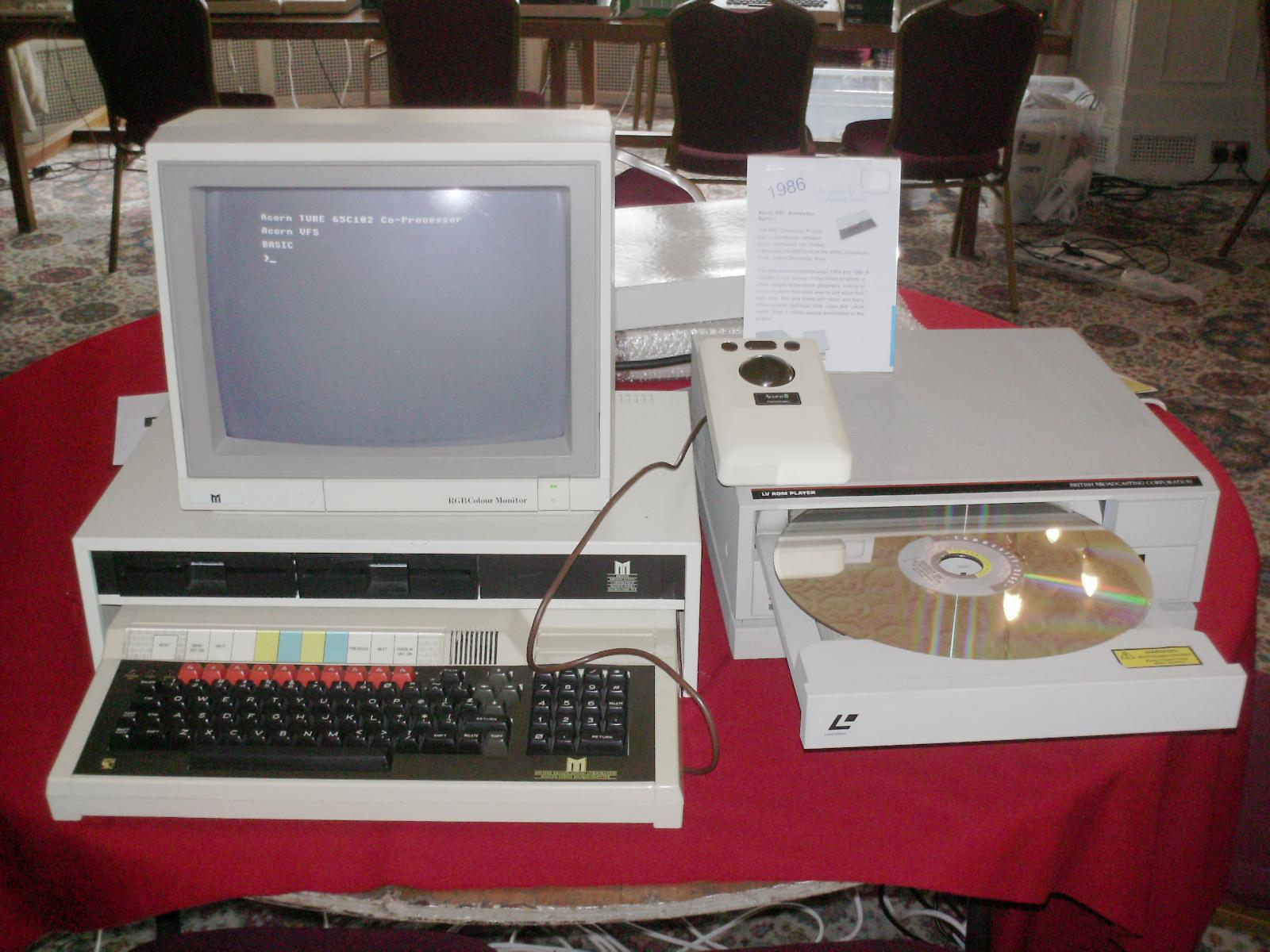
یک ترمینال کامپیوتری با یک لیزردیسک حاوی اطلاعات از پروژه روز رستاخیز بی‌بی‌سی در سال ۱۹۸۶. اصل کتاب نهصد ساله روز رستاخیز همچنان موجود و قابل خواندن است، اما لیزردیسک در حال حاضر منسوخ‌شده و بازیابی اطلاعات آن مشکل است.

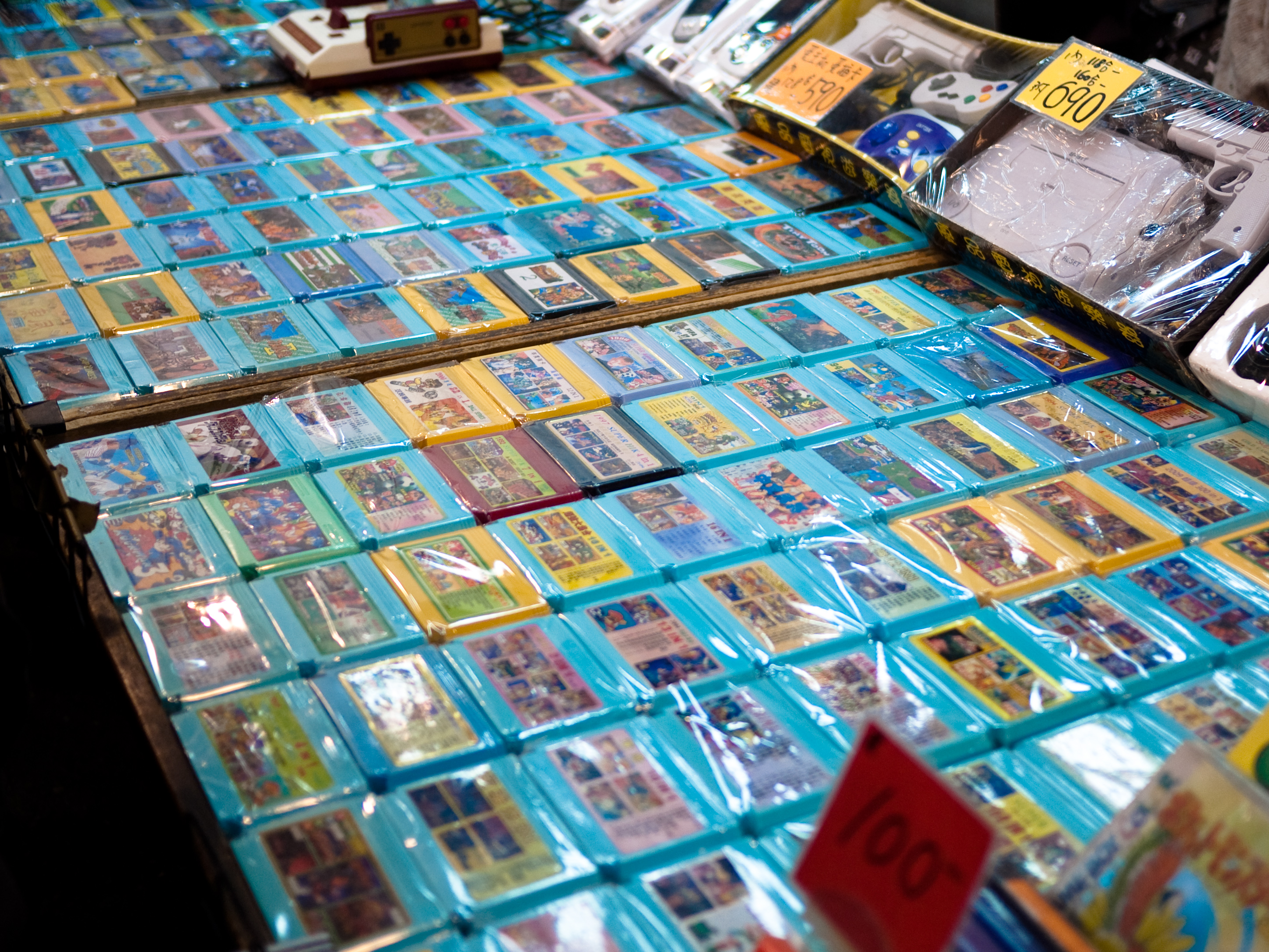
تعداد کارتریج گیم که در حال حاضر با ابزارهای دیجیتال رایج قابل خواندن نیستند.

عصر تاریکی دیجیتال وضعیتی را توصیف می‌کند که اطلاعات تاریخی دیجیتال دچار نقص یا فقدان شده باشند دیگر نتوان به آن‌ها دسترسی داشت. این وضعیت می‌تواند عارضه‌ای ناشی از منسوخ‌شدن فرمت‌ها، عدم پشتیبانی نرم‌افزارها و نایابی و غیرقابل دسترس شدن سخت‌افزارها باشد. در این عصر فرضی، دسترسی نسل‌های آینده به اسناد الکترونیکی و چندرسانه‌ای بسیار سخت یا ناممکن است، چون این اطلاعات با فرمت‌ها یا دستگاه‌های ذخیره‌سازی منسوخ، همچون فلاپی‌دیسک ثبت‌شده‌اند. این اصطلاح از عبارت عصر تاریکی مشتق شده، از آن جهت که ممکن است در عصر دیجیتال، وقتی اسناد به فرمت‌های دیجیتال تبدیل می‌شوند، نسخه‌های اصلی از بین بروند.
اصطلاح عصر تاریکی دیجیتال نخستین بار در کنفرانس سال ۱۹۹۷ فدراسیون بین‌المللی انجمن‌ها و مؤسسات کتابداری به‌کار برده شد.

## فرمت‌های انحصاری و منسوخ

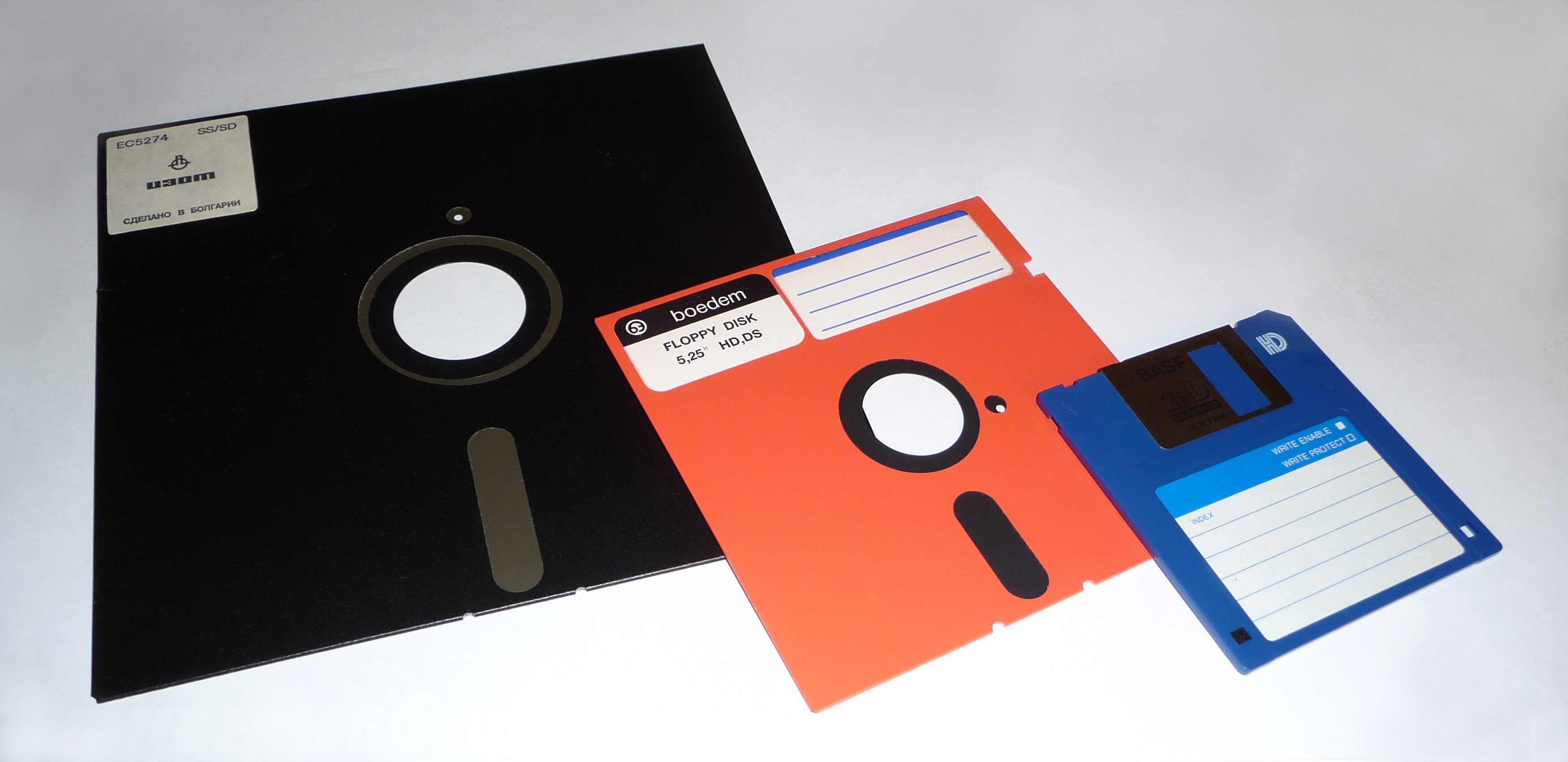
چند نمونه فلاپی‌دیسک

مسئله تنها مربوط به اسناد نیست، بلکه صدا، عکس، ویدیو و دیگر رسانه‌های دیجیتال را نیز شامل می‌شود. یکی از ابعاد نگرانی در این مورد است که اسنادی که در ابزار ذخیره‌سازی خاصی ثبت می‌شوند، برای خوانده‌شدن نیاز به سخت‌افزاری دارند که اگر چه در هنگام ثبت اطلاعات در دسترس‌اند، اما چند دهه بعد دیگر نمی‌توان با کمک آن‌ها اطلاعات را بازیابی کرد.
مسئله دیگری که می‌تواند عصر تاریکی دیجیتال را آغاز کند، منسوخ‌شدن فرمت‌های ذخیره‌سازی است؛ در این صورت به دلیل عدم وجود نرم‌افزار مناسب، دسترسی به اطلاعات ذخیره‌شده سخت می‌شود. این مشکل زمانی مضاعف می‌شود که فرمت مورد نظر، یک فرمت انحصاری سازمان خاص باشد باشد. در این صورت نوشتن نرم‌افزار جدیدی که بتواند فایل را بخواند احتمالاً ناممکن است.

## بایگانی اینترنت
وبسایت بایگانی اینترنت، یکی از اهداف خود را جلوگیری از عصر تاریک دیجیتال عنوان کرده‌است.

## نمونه‌های تاریخی
یکی از نمونه‌های شناخته‌شده رویارویی با عصر تاریکی دیجیتال، مربوط به ناسا است. نوارهای مغناطیسی برنامه وایکینگ بیش از یک دهه پردازش‌نشده باقی مانده بودند. در زمان تجزیه و تحلیل، اطلاعات قابل خواندن نبود، زیرا با فرمتی نامشخص ذخیره شده بودند و برنامه‌نویسان سابق نیز یا از ناسا خارج‌شده یا از دنیا رفته بودند. در نهایت با کندوکاو چند ماهه داده‌ها و بررسی شیوه ثبت داده توسط سخت‌افزارها، تصاویر ثبت‌شده استخراج شدند.

## فرمت‌های متن‌باز
با افزایش ذخیره‌سازی سوابق به صورت دیجیتال، تلاش‌هایی در راستای استانداردسازی فرمت‌های دیجیتال صورت گرفته تا نرم‌افزارها به صورت گسترده جهت خواندن آن‌ها در دسترس باشند و بتوان در صورت نیاز روی پلتفرم‌های جدید دوباره آن‌ها را پیاده‌سازی کرد.
پی‌دی‌اف/ای یک فرمت استاندارد باز بر اساس فرمت پی‌دی‌اف شرکت ادوبی است. این فرمت به صورت گسترده در سراسر دنیا توسط آرشیوها و دولت‌هایی چون انگلستان مورد استفاده قرار گرفته‌است.

## استانداردسازی ذخیره داده
در سال ۲۰۰۷ مایکروسافت برای جلوگیری از بروز عصر تاریکی دیجیتال و «قفل‌گشایی از میلیون‌ها فایل کامپیوتری ناخوانا» همکاری مشترکی با آرشیو ملی بریتانیا آغاز کرد. آرشیو ملی بریتانیا هم‌اکنون فرمت‌های گوناگونی چون اوپن‌داکیومنت را می‌پذیرد.